# Ann-Helén Laestadius
Monika Ulrika Ann-Helén Laestadius (née le 3 décembre 1971 à Jukkasjärvi) est une journaliste et écrivaine sami suédoise. En 2016, son roman Tio över ett (Dix après un) a remporté le prix suédois August en tant que meilleure soumission dans la catégorie enfants et jeunes adultes,.

## Biographie
Née le 3 décembre 1971 à Jukkasjärvi, dans l'extrême nord de la Suède, Monika Ulrika Ann-Helén Laestadius est la fille de l'employé municipal Ivar Jan-Erik Laestadius (né en 1951) et de son épouse Ellen Sara Kristina née Marainen (née en 1948), vendeuse dans un magasin. Vivant aujourd'hui à Solna, près de Stockholm, elle travaille comme journaliste depuis 1990.
En 2007, elle a publié son premier roman pour enfants, Sms från Soppero (Sms de Soppero). Il a été suivi de cinq autres. Son livre Tio óver ett (Dix ans après un) a remporté le prix August de la littérature suédoise pour la jeunesse en 2016,. Le jury a fait le commentaire suivant : « Ce livre traite du deuil collectif d'une communauté en mutation, de la société civile et de la politique locale, ainsi que de l'amour et de l'amitié ». Dans une prose énergique, Laestadius entremêle le lieu, la politique et la psychologie. Elle a également reçu le prix de littérature Norrland (Norrlands litteraturpris) pour le même ouvrage en 2017.

## Publications
- Stöld  (trad. Anna Postel), Robert Laffont, 2022, 450 p. (ISBN 9782221257296). Adapté au cinéma en 2024 sous le même titre par Elle Márjá Eira.